# Hamburg-Altonaer Stadt- und Vorortbahn

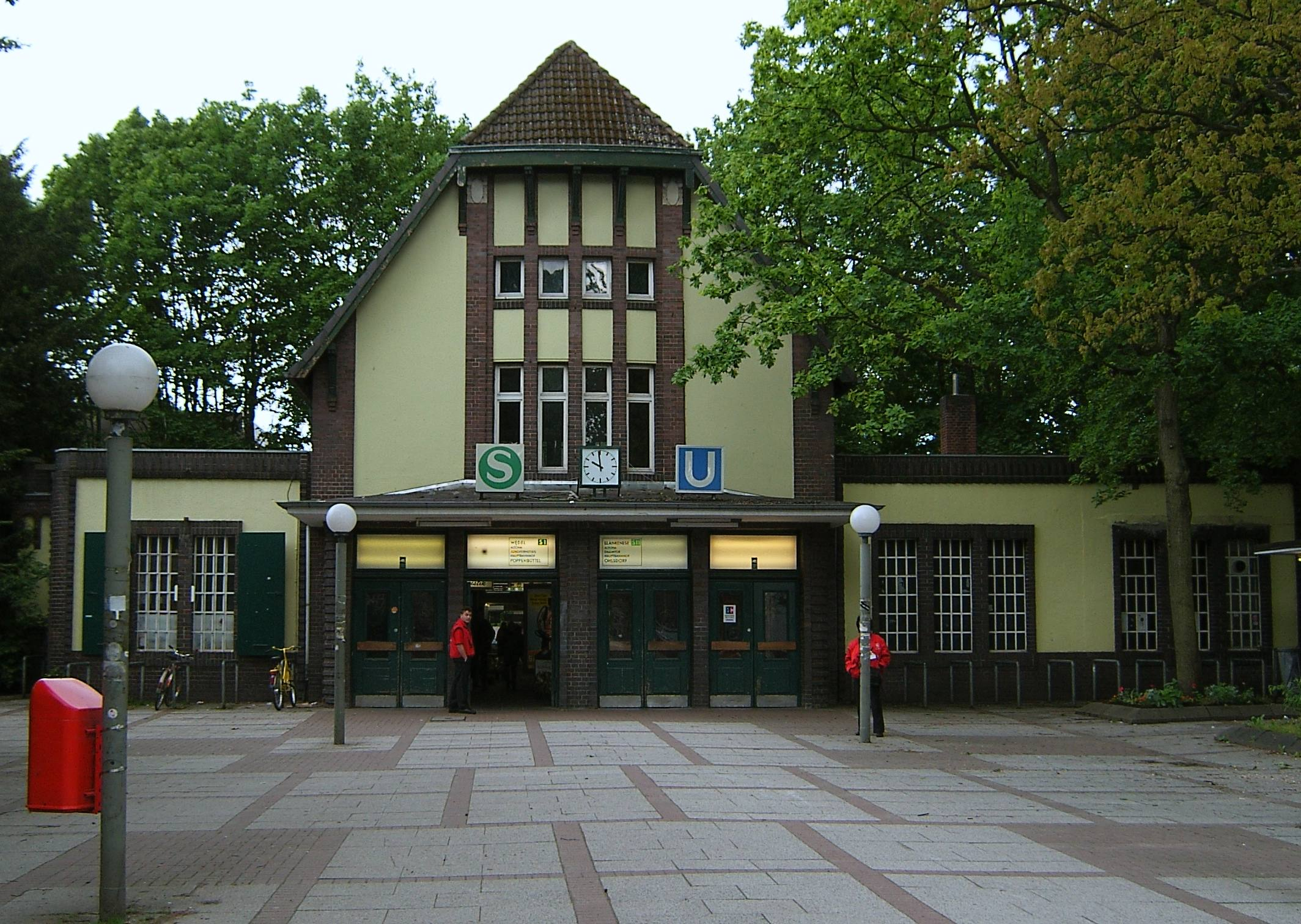
Empfangsgebäude des Bahnhofs Ohlsdorf

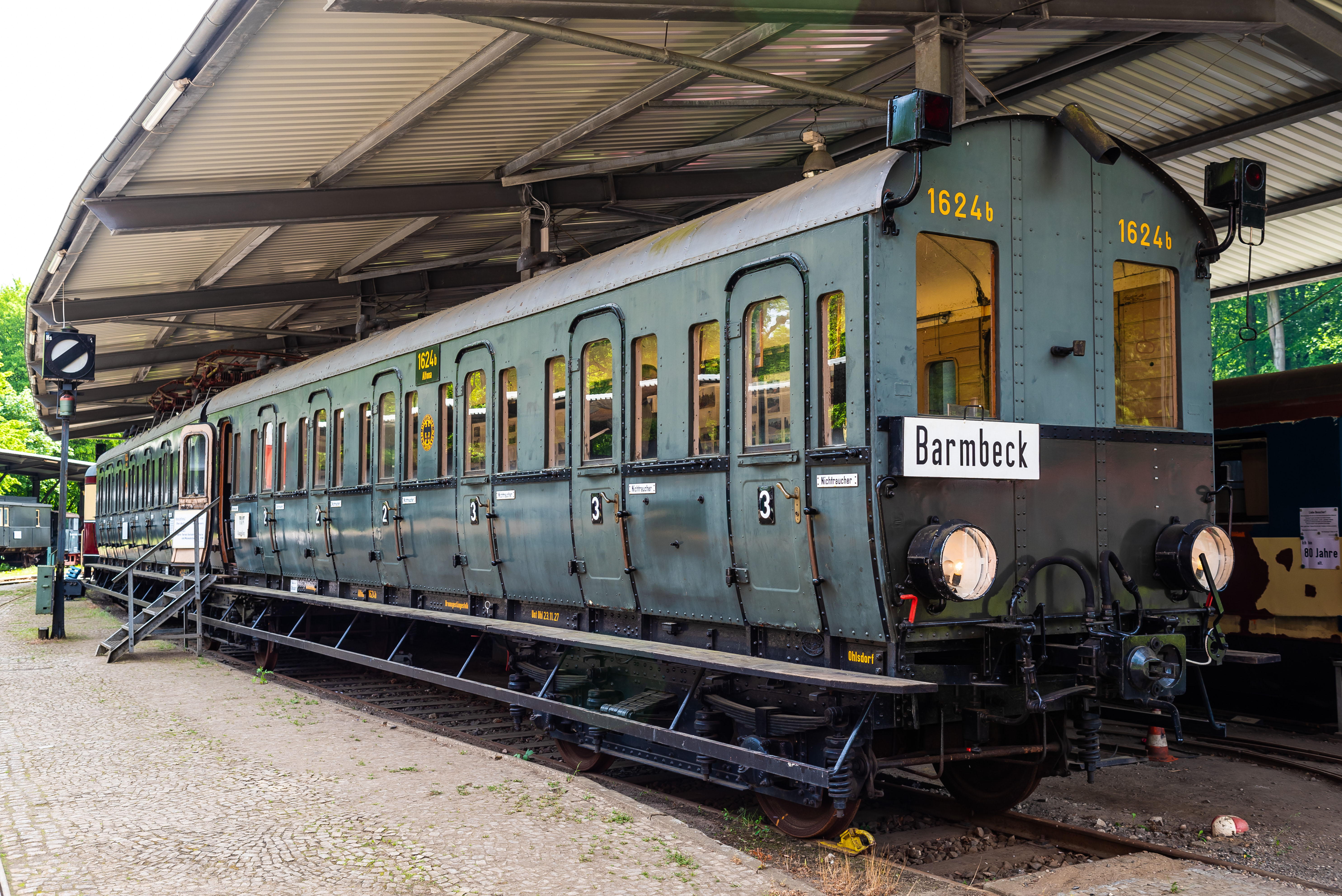
Wechselstrom-Triebzug elT 1624a/b von 1924 im Eisenbahnmuseum Lokschuppen Aumühle

Die Hamburg-Altonaer Stadt- und Vorortbahn war ein ab 1906 eingeführter Bahnbetrieb zur Personenbeförderung zwischen der Landgemeinde Blankenese und den Städten Altona (Elbe) bzw. Hamburg. Sie gilt als der technische und organisatorische Vorläufer der heutigen S-Bahn Hamburg.

## Projektierung
Dieser Bahnbetrieb wurde zwischen den Organen der Preußisch-Hessischen Eisenbahngemeinschaft und dem Senat der Freien und Hansestadt Hamburg 1904 vereinbart und unter Beteiligung der Allgemeinen Elektricitäts-Gesellschaft (AEG), der später mit ihr verschmolzenen Union-Elektricitäts-Gesellschaft (UEG) sowie von Siemens & Halske durchgeführt, die bereits 1901 und 1902 erste Entwürfe für den elektrischen Betrieb vorgelegt hatten.
Die behördlich genehmigten Streckenverläufe waren bereits um 1900 auf detaillierten Stadtplänen eingetragen.
Vorgesehen war, auf der Hamburg-Altonaer Verbindungsbahn einen elektrischen Betrieb einzuführen, diese vom Hamburger Stadtzentrum zum nördlicheren Stadtteil Hamburg-Ohlsdorf zu verlängern und gleichzeitig diesen Betrieb auf die schon bestehende Strecke Blankenese – Altona auszudehnen. Diese Strecken verliefen durchgehend zweigleisig, getrennt vom Eisenbahn-Fernverkehr und ohne niveaugleiche Kreuzungen mit dem Straßenverkehr.

## Streckenführung und Bahnhöfe
Die Verbindungsbahn wurde von 1893 bis 1903 auf vier Gleise erweitert. Die daran anschließende Strecke nach Ohlsdorf wurde nach achtjähriger Bauzeit im Sommer 1906 fertiggestellt. Sie verlief neben der Strecke der Lübeck-Büchener Eisenbahn-Gesellschaft (LBE) bis Hasselbrook und weiter auf eigener Trasse zum neu entstehenden Friedhof Ohlsdorf. An der über die von Blankenese über die Verbindungsbahn bis zum Hamburger Hauptbahnhof hinaus verlängerten Streckenführung befinden sich die folgenden Bahnhöfe:
- Berliner Tor: Der Bahnhof Berliner Tor entstand mit der Erstellung der Strecke nach Ohlsdorf 1906. Er ist heute einer der größten Umsteigepunkte im Hamburger Schnellbahnnetz, da neben der Strecke nach Ohlsdorf hier inzwischen auch die S-Bahn-Linie S2 nach Hamburg-Bergedorf abzweigt und ein Übergang zu einem U-Bahnhof gleichen Namens mit den U-Bahn-Linien U2, U3 und U4 besteht. Der S-Bahnhof hat zwei Ebenen, wovon die untere den Zügen vom Hauptbahnhof nach Hasselbrook und Ohlsdorf dient, die obere den Zügen in Richtung Bergedorf und Aumühle.
- Landwehr: Der Bahnhof Landwehr wurde mit der Verlängerung nach Ohlsdorf 1906 eröffnet. Er erhielt ein im neobarocken Stil gehaltenes Empfangsgebäude, das im Zweiten Weltkrieg beschädigt und nur teilweise wieder aufgebaut wurde. In den 1970er Jahren wurde das Gebäude endgültig abgerissen.[4]
- Hasselbrook: Der Bahnhof Hasselbrook wurde 1907 dem Verkehr übergeben. Durch diese zum Haltepunkt reduzierte Anlage führen sowohl die Gleise der S-Bahn Hamburg als auch der Bahnstrecke Lübeck–Hamburg mit jeweils einem eigenen Bahnsteig.
- Wandsbeker Chaussee: Der Haltepunkt wurde 1906 eröffnet und befindet sich an der gleichnamigen Straße. Seit 1962 befindet sich in unmittelbarer Nähe die gleichnamige Haltestelle der U-Bahn-Linie U1, deren Tunnelstrecke im Verlauf der Wandsbeker Chaussee die S-Bahn-Strecke kreuzt.

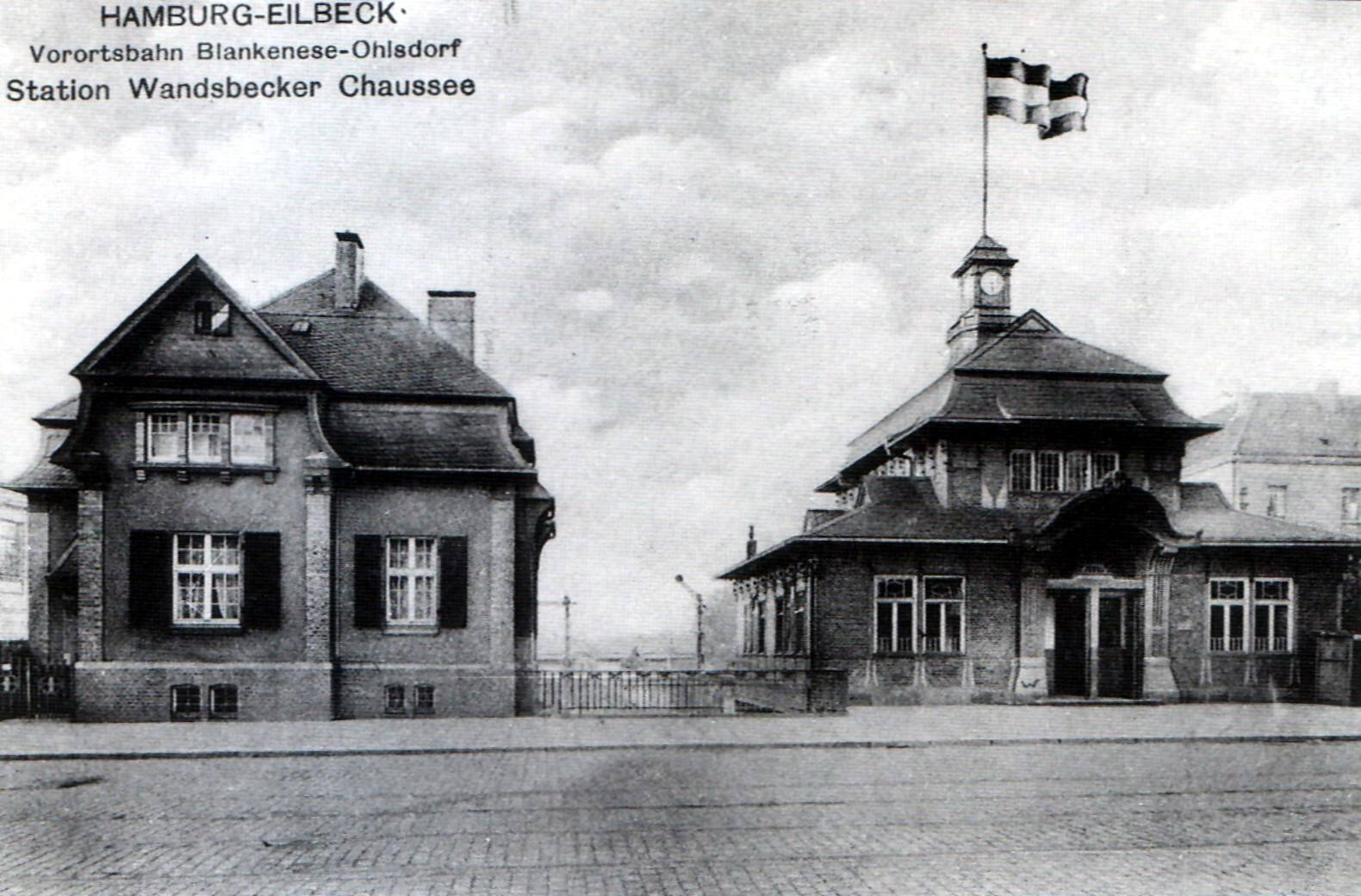
Bahnhof Wandsbeker Chaussee 1910
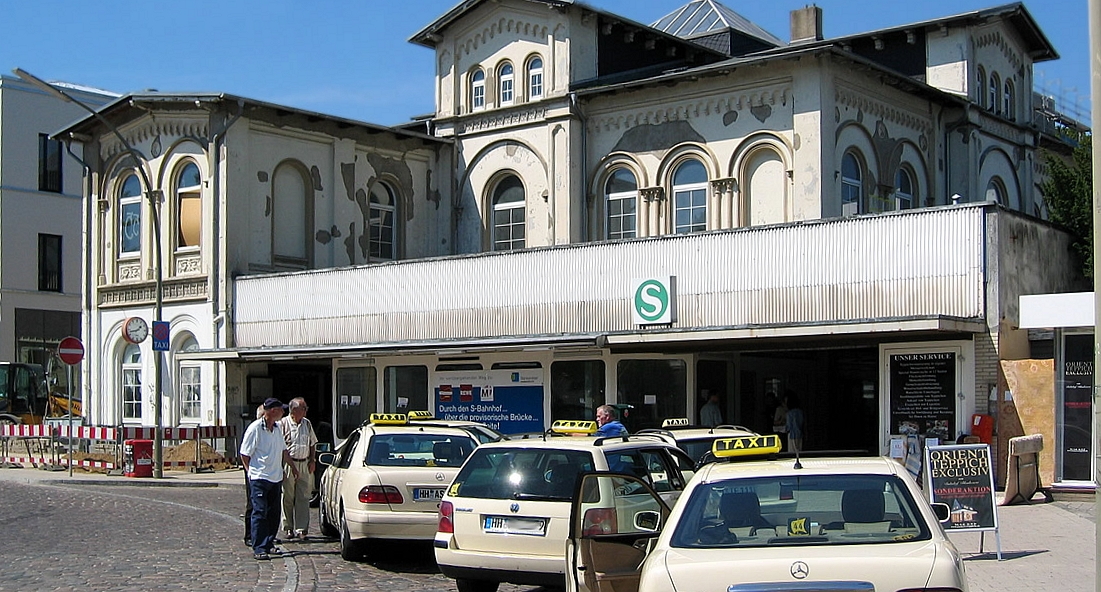
Bahnhof Blankenese
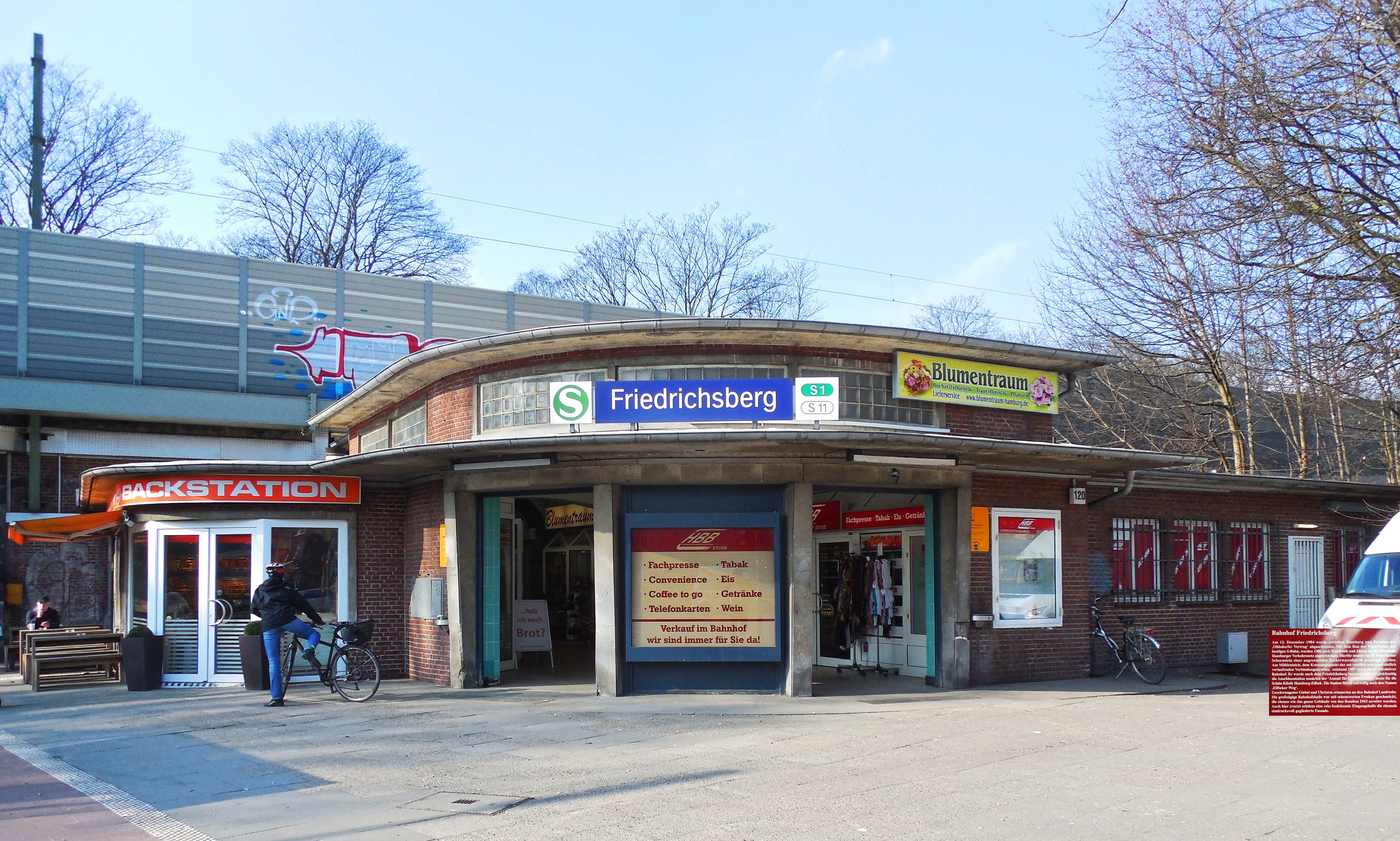
Hp Friedrichsberg
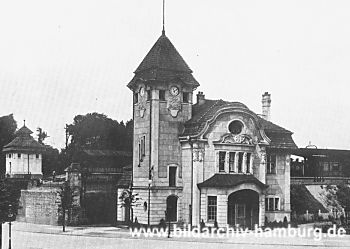
Bahnhofsgebäude Friedrichsberg von 1906
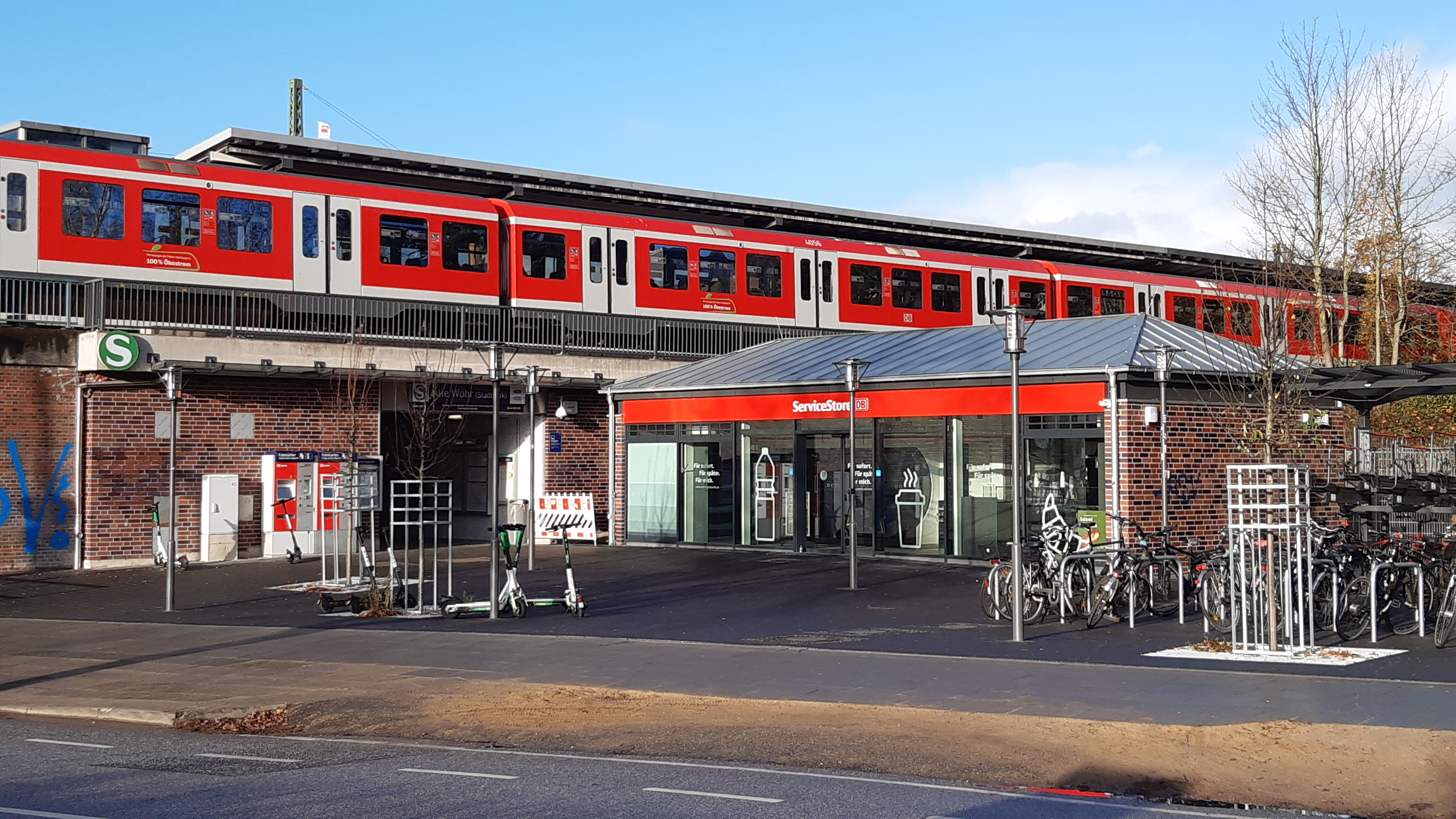
Hp Alte Wöhr

- Friedrichsberg: Der Haltepunkt befindet sich im Ortsteil Dulsberg am Nordostrand von Eilbek und wurde ebenfalls 1906 eröffnet.
- Barmbek: Der Bahnhof Barmbeck (das c entfiel später) ist Umsteigepunkt zwischen der S-Bahn und der U-Bahn-Linie U3 sowie zahlreichen Buslinien der HHA. Der Vorortbahnhof wurde wie die gesamte Strecke zwischen Hauptbahnhof und Ohlsdorf am 5. Dezember 1906 eröffnet, der U-Bahnhof folgte am 15. Februar 1912. 1918 wurde der Bahnhof erweitert, um die Walddörferbahn aufzunehmen. Nordwestlich des Bahnhofs schließt sich für die S-Bahn eine Kehranlage, für die U-Bahn die Hauptwerkstatt an.
- Alte Wöhr: Der Haltepunkt Alte Wöhr wurde 1931 unter dem Namen Stadtpark eröffnet. Seinen heutigen Namen erhielt er um 1970, um Verwechslungen mit dem damals gleichlautenden Bahnhof Stadtpark (zur gleichen Zeit in Saarlandstraße umbenannt) der U-Bahn zu vermeiden.
- Rübenkamp: Der Haltepunkt Rübenkamp wurde 1913 zusätzlich in die Strecke eingefügt, um das neue Krankenhaus in Barmbek, später auch für das Wohnviertel in Barmbek-Nord zu bedienen.
- Ohlsdorf: Ohlsdorf war der Endpunkt der Stadtbahn. Seit 1914 kann hier von der und zur U-Bahn (heute U1) umgestiegen werden. 1918 endete hier auch die Alstertalbahn aus Poppenbüttel, die 1924 in den Betrieb der Stadtbahn einbezogen wurde. Der Abschnitt Ohlsdorf–Poppenbüttel war 1940 der erste mit Gleichstrom elektrifizierte Abschnitt der Hamburger S-Bahn. Unmittelbar südlich des Bahnhofs Ohlsdorf befindet sich zudem das Bahnbetriebswerk Hamburg-Ohlsdorf, in dem alle Züge der S-Bahn stationiert sind.

Bahnhof Landwehr um 1907
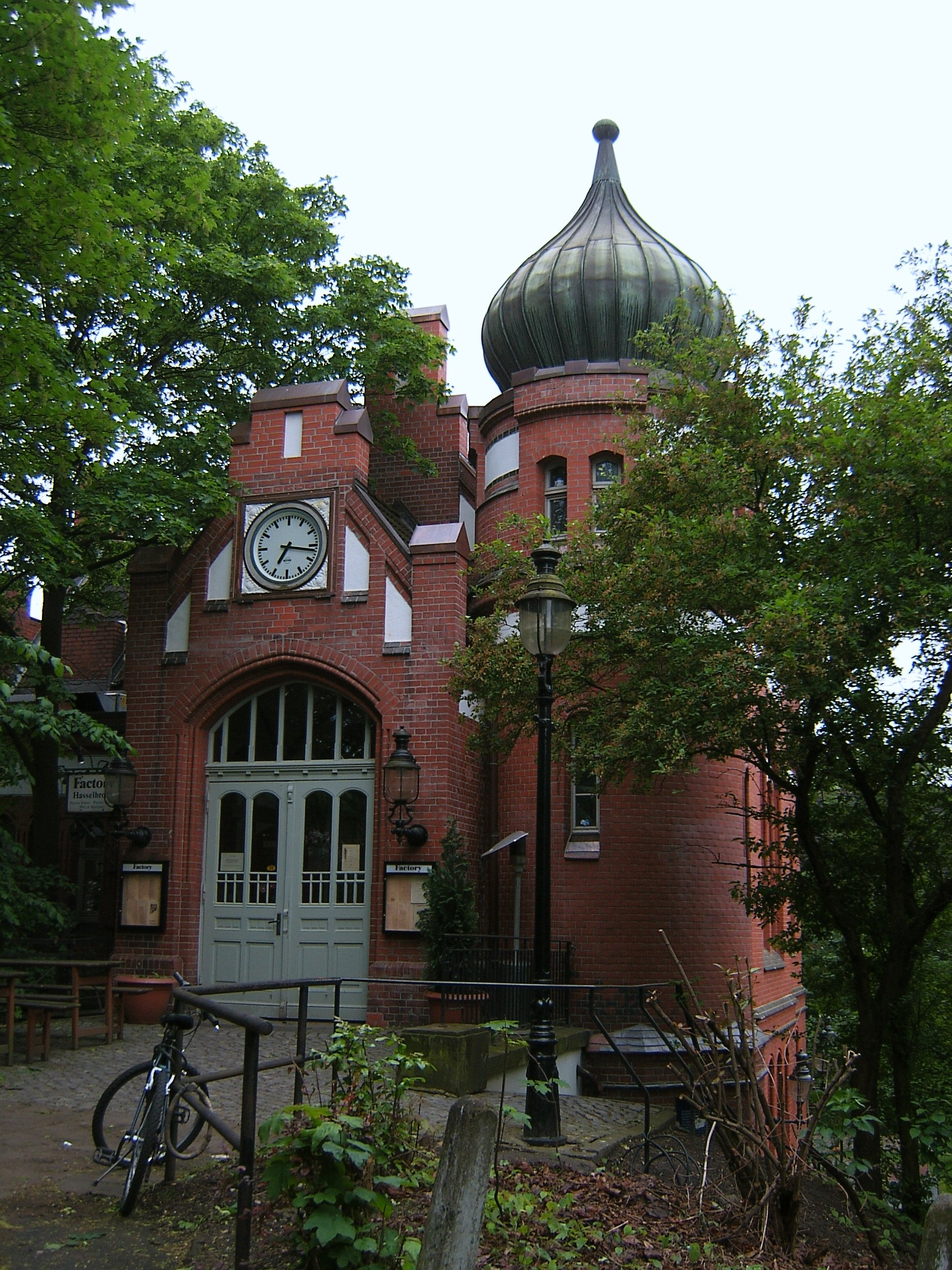
Altes Empfangsgebäude Hasselbrook von 1907
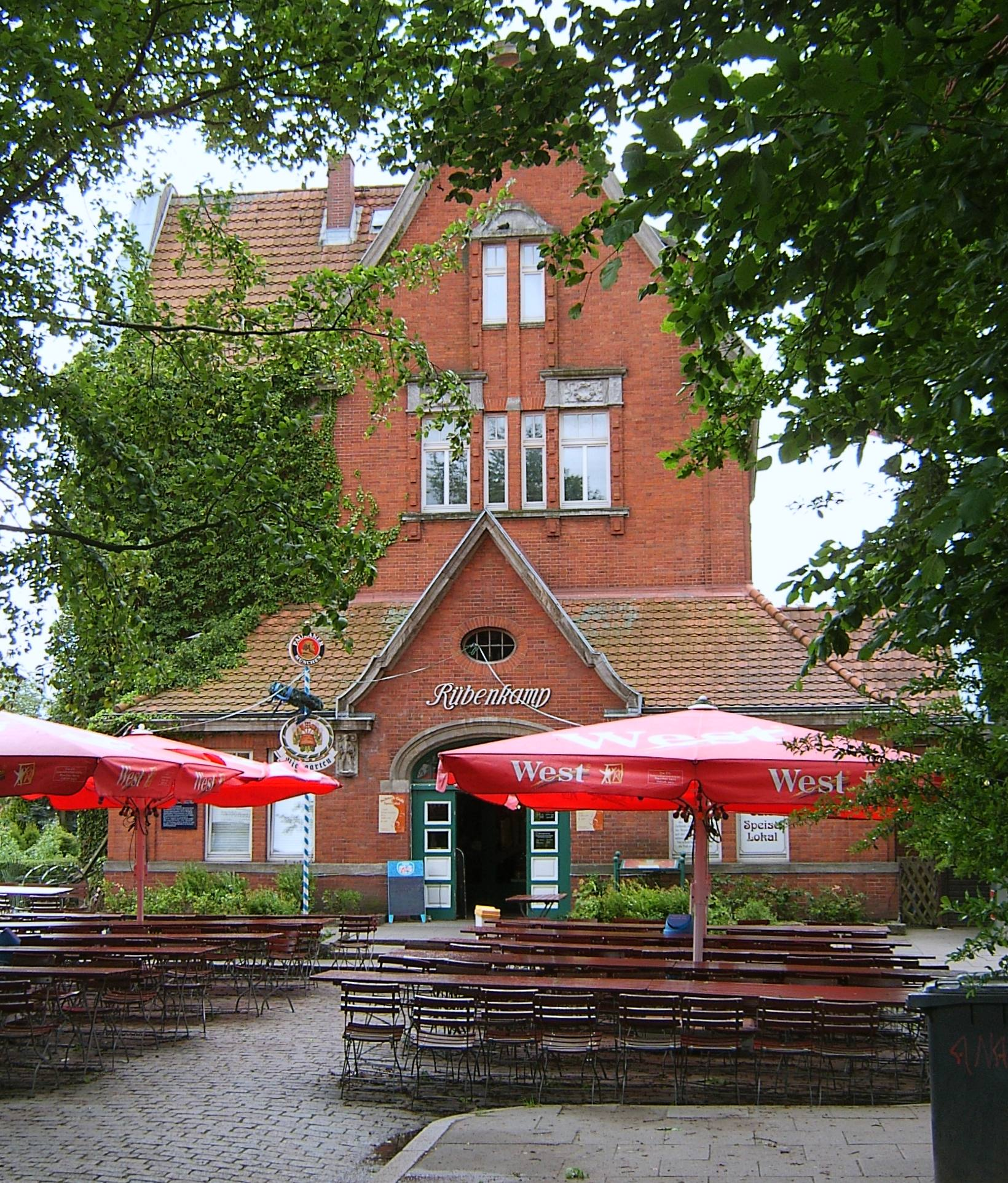
Empfangsgebäude Rübenkamp
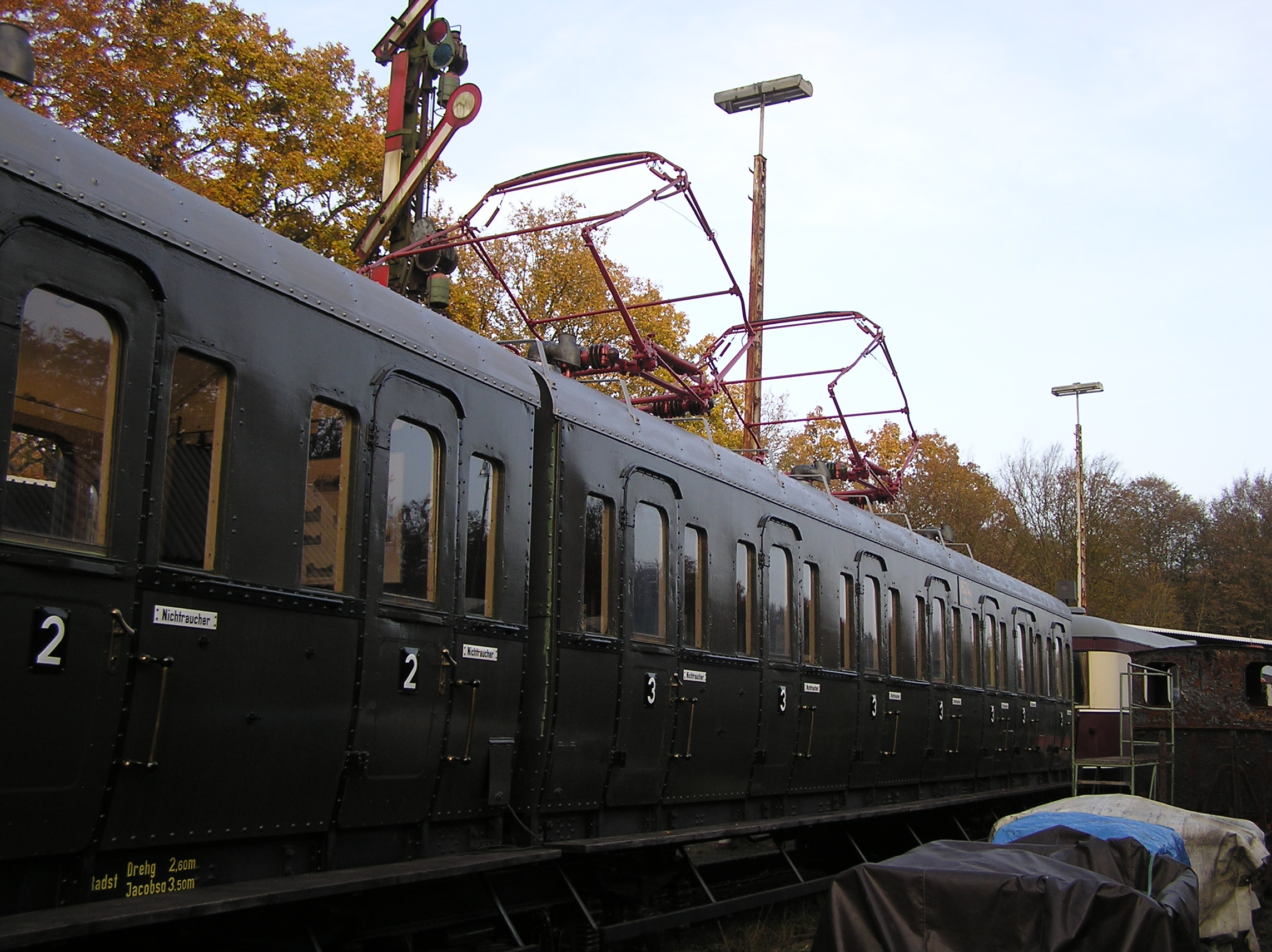
Wechselstrom-Triebzug, Seitenansicht
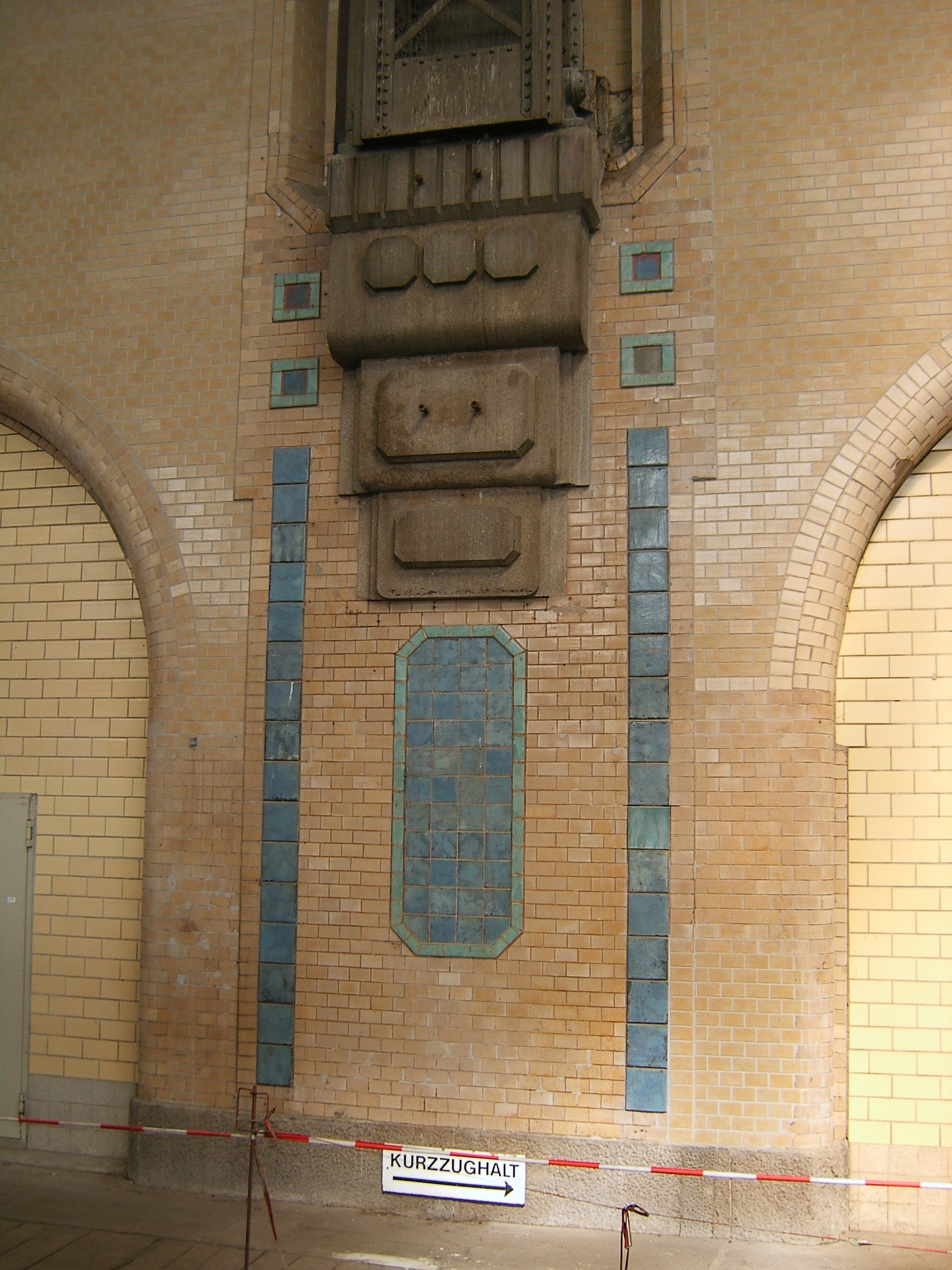
Von der Oberleitung der Stadtbahn verbliebene Befestigungsbolzen an der Ostwand im Hamburger Hauptbahnhof (2006)

## Elektrisches System und Stromversorgung

Erste Fahrleitung der Stadt- und Vorortbahn

Kraftwerk Leverkusenstraße

Von der AEG sowie von Siemens & Halske wurde zunächst ein Gleichstrombetrieb vorgesehen. Als aber ab 1903 ein Versuchsbetrieb auf der Zweigbahn Schöneweide–Spindlersfeld bei Berlin mit Einphasenwechselstrom-Motoren von Winter und Eichberg bzw. der AEG erprobt wurde, beschloss man, dessen Ergebnisse abzuwarten. Nachdem sich diese Versuche erfolgreich zeigten, wurden die genannten und eine Reihe anderer Firmen Anfang 1904 beauftragt, die Strecke Blankenese-Ohlsdorf für den Betrieb mit einphasigem Wechselstrom von 25 Hertz und 6300 Volt Spannung auszurüsten.
Die Strecke wurde schon ab 1906 mit einer Oberleitung ausgestattet. Diese Fahrleitung war in Vielfachaufhängung mit einfacher Kette verspannt. Der 5,2 Meter über der Schienenoberkante geführte, gerillte Fahrdraht hatte einen Querschnitt von 90 mm² und war mit Hilfsdraht in Abständen von sechs Metern an dem 35 mm² starken Tragseil aus Stahldraht aufgehängt. Die Ausrüstung einschließlich Speiseleitungen für die ersten 67 km Einfachgleise kostete für den Gleiskilometer rund 26.000 Mark.
Die Oberleitung wurden an sieben Speisepunkten mit 6300 Volt Wechselstrom beschickt, teils direkt aus einpoligen Speiseleitungen, teils aus Transformatoren, die vom Kraftwerk aus mit Wechselstrom von 30.000 Volt gespeist wurden. Die Speiseleitungen werden teils direkt von dem am Nordende des damaligen Hauptbahnhofs Altona gelegenen bahneigenen Kraftwerk Leverkusenstraße, teils von einem auf dem Bahnhof Barmbek befindlichen Unterwerk beschickt. Die Kosten des Hauptkraftwerkes betrugen 3,6 Millionen Mark. Es war das erste Bahnkraftwerk in Deutschland und versorgte auch die Altonaer Hafenbahn.

## Erster Betrieb
In der Folge eröffnete die preußische Eisenbahndirektion Altona ab 1906 einen durchgehenden Personenverkehr mit zunächst Dampfloks bespannten Zügen von Blankenese über Altona bis Hamburg-Ohlsdorf.
Ab dem 1. Oktober 1907 wurden die ersten Elektrotriebzüge eingesetzt und ab dem 29. Januar 1908 die Strecke von Blankenese bis Ohlsdorf auf ihrer ganzen Länge elektrisch betrieben. Um das unerwartet hohe Fahrgastaufkommen zu beherrschen, kamen aber nach wie vor noch Dampfzüge zum Einsatz.
Die Züge bestanden aus einzelnen Wagenpaaren aus Abteilwagen mit 122 bis 124 Sitzplätzen in der II. und III. Klasse. Raucherabteile waren nicht vorgesehen.
Die Zugfolge betrug um 1912 zwischen Sternschanze und Hasselbrook 2 1⁄2 Minuten, auf den Außenstrecken bis zu 10 Minuten. Die Höchstgeschwindigkeit der Züge war 50 km/h, die mittlere Reisegeschwindigkeit beim Dampfbetrieb war 22 km/h, beim elektrischen Betrieb 30,5 km/h.
Um die Aufenthaltsdauer auf dem Kopfbahnhof Altona auf die der Durchgangsstationen – etwa 30 Sekunden – zu drücken, wurde hier an besonders verkehrsreichen Tagen das Zugpersonal – Wagenführer und Schaffner – gewechselt und dadurch eine Gesamtfahrzeit von 52 Minuten zwischen den Endbahnhöfen erzielt.

## Fahrzeuge

Erster Wagenzug

Wechselstrom-Triebzug Prototyp der AEG von 1905

- Die ersten Wechselstrom-Triebzüge bestanden aus zwei kurzgekuppelten jeweils dreiachsigen Abteilwagen mit der gemeinsamen Achsanordnung Bo'1+1(1A)'. Die drei Winter-Eichberg-AEG-Antriebsmotoren hatten eine Stundenleistung von je 115 PS (85 kW) und eine Zahnradübersetzung von 1:4,22 auf die einen Meter großen Triebräder.[5][6]

- Spätere Ausführungen hatten sie Achsfolge Bo'1+1 2' und nur zwei Motoren von je 200 PS (148 kW) im vorderen Drehgestell der Zugeinheit.[5] Diese Züge hatten die Bezeichnung Altona 551/552 bis Altona 669/670.[6]

- 1912 wurden zwei zunächst als ET 803+804 bezeichnete Züge mit der Achsfolge Bo'1+1 2' und 2 × 110 kW Motorleistung von der Waggonfabrik Van der Zypen & Charlier und einer elektrischen Ausrüstung von SSW geliefert.[7] Das Leergewicht eines betriebsfertigen neueren Paares betrug 62 bis 63 t gegen 69 bis 71 t bei der älteren Bauart. Die unbesetzten Führerabteile sind den Fahrgästen zugänglich. Das Wagenpaar kostete rund 106.000 Mark.[5][6]

- Ab 1924 und bis 1933 erfolgte jetzt in der Regie der Deutschen Reichsbahn-Gesellschaft die Lieferung von 57 Doppeltriebwagen der Achsfolge Bo'2'2' mit jeweils einem zweiachsigen motorisierten und zwei unmotorisierten Drehgestellen in damals moderner Stahlbauweise mit Tonnendach von den Unternehmen Wismar, WUMAG, WASSEG und BBC. Die Wagenkonstruktion mit Türen auf beiden Seiten für jedes Abteil war von den preußischen Abteilwagen abgeleitet. Sie hatten eine Höchstgeschwindigkeit von 60 km/h und waren sämtlich im Bw Hamburg-Ohlsdorf beheimatet. Sie wurden zunächst als Altona 641 a/b ff bezeichnet, ab 1931 als elT 1589 a/b bis elT 1645 a/b.

## Erweiterungen und Vorortbahn
Die Stadt- und Vorortbahn wurde 1924 um die bereits 1917 errichtete Alstertalbahn bis Poppenbüttel erweitert, so dass auch in den Gemeinden entlang der Oberalster ein elektrischer Bahnbetrieb eingeführt wurde.
Als Vorortbahn wurden die nicht elektrifizierten Strecken nach Elmshorn, nach Friedrichsruh und Harburg bezeichnet. Mit der Eingemeindung von Harburg-Wilhelmsburg kam noch die Verbindung nach Hamburg-Neugraben mit Fahrtrichtungswechsel in Harburg hinzu.

## Fortführung als S-Bahn
Nach dem Vorbild von Berlin, wo ab 1924 ein ähnliches System elektrischer Stadtschnellbahnen entstand, und ab 1930 als S-Bahn bezeichnet wurde, bezeichnete die Reichsbahn ab 1934 auch ihre Hamburg-Altonaer Stadt- und Vorortbahn als S-Bahn, wobei die dampfbetriebenen und später auch mit Diesellokomotiven befahrenen Vorortstrecken nach Elmshorn, Harburg und Friedrichsruh im Volksmund als Dampf-S-Bahn bezeichnet wurden. Hier galt ebenfalls der S-Bahn-Tarif.